# 騎射場停留場
騎射場停留場（日语：／ Kishaba teiryūjō */?），又稱騎射場電車站，是位於鹿兒島縣鹿兒島市荒田二丁目，屬於鹿兒島市交通局（鹿兒島市電）谷山線的電車站。車站編號為I14。站名取自於曾設置在附近的薩摩藩騎射場。

## 歷史
- 1912年12月1日 - 鹿兒島電氣軌道設置此站。
- 1928年7月1日 - 鹿兒島市電氣局接管路線。
- 1933年1月 - 改組成為鹿兒島市交通課車站。
- 1956年5月10日 - 改組成為鹿兒島市交通局車站。

## 電車站構造
此站設有2面2線的相對式低地台月台。兩月台上設有電車接近顯示器和廣播系統，並且可讓輪椅人士上落（只限部分輪椅型號）。但電動輪椅人士由於月台寬度問題而無法使用此站。靠近谷山一方設有渡線，在渡線前方設有折返專用的停止位置板。

### 月台
| 月台 | 路線   | 方向                           |
| ---- | ------ | ------------------------------ |
| 東邊 | ■1系統 | 郡元、脇田、谷山方向           |
| 西邊 | ■1系統 | 二中通、天文館、鹿兒島站前方向 |

## 使用狀況
| 1日上下車人次變化 | 1日上下車人次變化 |
| 年度              | 1日平均人次       |
| ----------------- | ----------------- |
| 2011年            | 1,866             |
| 2012年            | 1,823             |
| 2013年            | 1,868             |
| 2014年            | 1,854             |
| 2015年            | 1,825             |

## 電車站周邊
- 鹿兒島大學下荒田校園
- 鹿兒島大學郡元校園
- 太陽（日语：タイヨー (鹿児島県)）騎射場店

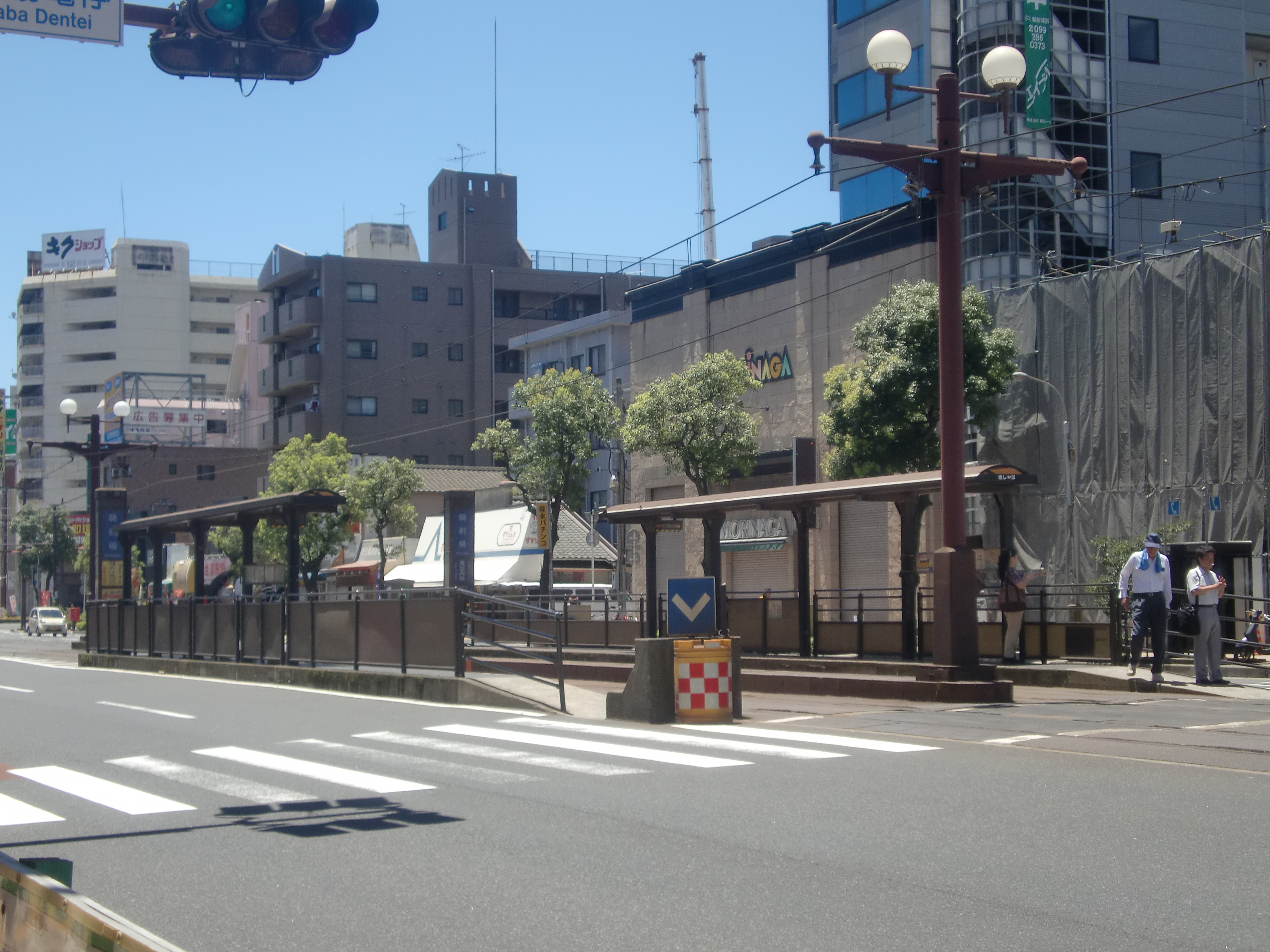
騎射場電車站（2010年7月）

- 朝日（日语：あさひ (企業)）騎射場店（舊西日田騎射場店跡）
- 騎射場商店街
- 餃子的王將騎射場店
- FamilyMart（日语：南九州ファミリーマート）荒田二丁目店
- 鹿兒島銀行鴨池分店
- 鹿兒島縣綜合體育中心體育館（日语：鹿児島県総合体育センター体育館）

## 巴士路線
市營巴士「騎射場」巴士站
- 10號線（高麗橋線）
- 11號線（鴨池、冷水線）
- 14號線（谷山線）
- 15號線（東紫原線）
- 15-3號線（東紫原線）
- 19號線（南紫原線）
- 20號線（緑丘、鴨池港線）
- 28號線（伊敷、鴨池港線）
- 29號線（伊敷新城、鴨池港線）
- 30號線（明和、鴨池港線）

## 相鄰電車站
鹿兒島市交通局
鹿兒島市電■1系統
荒田八幡（I13）－騎射場（I14）－鴨池（I15）

## 注腳
1. ↑  国土数値情報(駅別乗降客数データ)  （页面存档备份，存于）（日語） - 國土交通省，2018年12月10日參閲

## 外部連結
- 鹿兒島市交通局 （页面存档备份，存于）（日語）